# 다이애나 디가모
다이애나 디가모(Diana DeGarmo, 1987년 6월 16일 ~ )는 미국의 가수로, 《아메리칸 아이돌 시즌 3》의 준우승자이다.